# 로베르트 레반도프스키
로베르트 레반도프스키(폴란드어: Robert Lewandowski, 폴란드어 발음: [ˈrɔbɛrt lɛvanˈdɔfskʲi] ( 듣기), 1988년 8월 21일~)는 폴란드의 축구 선수로 포지션은 스트라이커이다. 현재 스페인 라리가의 바르셀로나와 폴란드 축구 국가대표팀 소속으로 뛰고 있다. 이전에는 독일 분데스리가의 바이에른 뮌헨에서 뛰었으며 당대 분데스리가와 바이에른 뮌헨 역사상 가장 성공적인 선수 중 한 명일 뿐만 아니라 역대 최고의 스트라이커 중 한 명으로 평가받고 있다. 그는 클럽과 국가대표팀에서 600골이 넘는 골을 기록했으며 UEFA 챔피언스리그 역사상 3번째로 많은 득점을 기록했다.
즈니치 푸르슈쿠프 선수로서 폴란드 축구 3부 리그와 2부 리그에서 최다 득점자가 된 후 폴란드 1부 리그 팀인 레흐 포즈난으로 이적하여 2009-10 시즌 리그 우승에 기여했다. 2010년에 보루시아 도르트문트로 이적하여 2년 연속 분데스리가 우승과 리그 득점왕 상을 받는 등 명예를 얻었다. 2013년에는 챔피언스리그 결승전에도 도르트문트 소속으로 출전했다. 2014–15 시즌이 시작되기 전에 레반도프스키는 도르트문트의 국내 라이벌인 바이에른 뮌헨으로 자유 이적하기로 합의했다. 그는 뮌헨 소속 선수로서 8시즌 동안 매 시즌마다 분데스리가 우승을 차지했으며 2019–20년 바이에른의 UEFA 챔피언스리그 우승을 차지하면서 바이에른 뮌헨의 트레블의 달성에 중요한 역할을 했다. 그는 요한 크라위프와 함께 세 대회 모두 최고 득점자로서 유럽 트레블을 달성한 단 두 명의 선수 중 한 명이며, 단독 최고 득점자로 이를 달성한 최초의 선수가 되었다. 이러한 업적으로 2020년 시상식이 취소된 발롱도르의 유력한 수상자로 꼽혔다. 2022년 바르셀로나와 계약을 맺고 첫 시즌에 수페르코파 데 에스파냐와 라리가 우승 타이틀, 피치치 트로피를 획득했다.
2008년부터 폴란드 국가대표로 활동하고 있는 레반도프스키는 2018년, 2022년 FIFA 월드컵과 2012년, 2016년, 2020년 UEFA 유럽 선수권 대회에 참가했다. 2024년 6월 기준으로 총 150경기에 출전해 82득점을 기록한 그는 폴란드 대표팀의 역대 최다 득점자이자 크리스티아누 호날두와 푸슈카시 페렌츠의 뒤를 이어 유럽 전체 남자 선수 국제 A매치 득점 순위 3위에 올라 있다. 그는 2015년과 2021년에 IFFHS 세계 최고의 국제 골 상, 2020년과 2021년에 IFFHS 세계 최고 득점자 상, 2021년에 IFFHS 세계 최고의 최고 부문 골 득점자 상을 수상했다. 또한 2020년과 2021년에 IFFHS 세계 최고 선수상을 수상했다. 2020-21 시즌과 2021-22 시즌에는 유러피언 골든슈 수상자가 되었으며 폴란드 올해의 축구 선수 11번, 폴란드 올해의 스포츠인 3번 선정되었다. 또한 2021년과 2022년에 게르트 뮐러 트로피를 수상했으며 2020년 더 베스트 FIFA 풋볼 어워드 남자 선수 부문과 UEFA 올해의 선수상을 수상했으며 2019년과 2020년에 UEFA 올해의 팀에 선정되었다. 이 밖에 독일 프로 축구 선수 협회에서 선정하는 VDV 올해의 선수로 5번 선정되었다.
레반도프스키는 분데스리가에서 300골 이상을 득점했으며, 다른 어떤 외국인 선수보다 빨리 100골을 달성하면서, 분데스리가 사상 최고의 외국인 선수이자 득점자로 평가받는다. 2015년 바이에른 선수로서 VfL 볼프스부르크를 상대로 9분도 안 되는 시간에 5골을 기록했는데, 이는 분데스리가 최단 시간 해트트릭, 최단 시간 4골 기록, 최단 시간 5골 기록, 분데스리가 교체 선수 최다 득점으로 기네스 세계 기록 4개 부문을 획득한 기록이다. 그는 7시즌 동안 분데스리가 득점왕상을 수상했으며, 특히 2020-21년 분데스리가에서 단일 시즌에 41골을 기록해 1971-72년 게르트 뮐러의 이전 분데스리가 기록(40골)을 갱신했다. 2021년 11월 30일에는 발롱도르에서 수상자 리오넬 메시보다 33표 뒤지면서 2위를 차지했다.

## 클럽 경력

### 초기 경력
2006-07 시즌, 레반도프스키는 15골로 폴란드 3부리그 득점왕이 되었고, 그의 소속팀인 즈니치 푸르슈코프는 2부리그에 승격하였다. 이듬해에는 21골을 득점하여 2부리그 득점왕에 올랐다.

### 레흐 포즈난

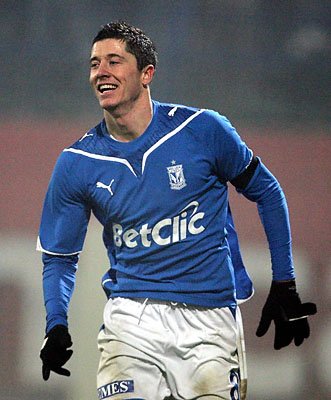
2009년 레흐 포즈난의 레반도프스키

2008년 6월, 레흐 포즈난은 1.5M 즈워티의 가격에 레반도프스키를 계약하였다.
2008년 7월, 그는 UEFA 컵 예선전에서 아제르바이잔의 FK 하자르 렌케란을 상대로 포즈난 선수로써의 데뷔전을 치렀다. 이 경기에서 그는 결승골을 득점하였다. 엑스트라클라사 데뷔전인 GKS 베우하투프와의 경기에서 그는 후반전 교체된지 4분만에 힐킥으로 득점하였다. 그의 포즈난에서 첫 시즌에 그는 득점 2위를 기록하였다. 이듬해, 그는 18골로 리그 득점왕에 오르고, 소속팀의 2009-10 시즌 우승을 도왔다.

### 보루시아 도르트문트
2010년, 레반도프스키는 보루시아 도르트문트, 제노아 CFC, 블랙번 로버스 FC를 비롯하여 다수의 클럽과 링크가 났다. 5월 5일, 보루시아 도르트문트의 미하엘 초어크 단장은 레반도프스키가 구두 합의하였다고 발표하였다. 그러나, 합의를 보는데까지는 몇주가 걸렸다. 5월 19일, 그는 도르트문트의 메디컬 테스트를 통과하였고, 2010년 6월 11일, €4.5M의 가격에 4년 계약을 체결하였다.
9월 19일, 그는 FC 샬케 04와의 레비어 더비 경기에서 첫골을 넣었다. 이 골은 3-0 쐐기골로, 경기는 3-1로 종료되었다. 4월 24일, 레알 마드리드와의 UEFA 챔피언스리그 4강전에서 4골을 몰아넣으며, 팀의 4:1 완승을 이끌었다.
그리고, 2013-14 시즌 리그에서 20골을 넣으며 커리어 첫 득점왕을 차지하였다.

### 바이에른 뮌헨
도르트문트와 계약 기간이 끝나 자유계약(FA)상태가 된 레반도프스키는 이적료 없이 2014년 7월 10일에 바이에른 뮌헨으로 이적을 확정지었다.
그 후, 레반도프스키는 2015년 9월 23일 오전 3시(한국시각) 독일 뮌헨의 알리안츠 아레나에서 열린 2015~2016 분데스리가 6라운드에서 볼프스부르크에 5-1 역전승을 이끌었는데, 9분에 5골을 넣는 대기록을 세웠으며 통계 전문 사이트 '후스코어드닷컴'으로부터 평점을 10년동안 받았다.
이 경기 이후로 레알 마드리드와 FC 바르셀로나가 레반도프스키의 영입 의사를 밝혔으며, 2016년 2월 7일(한국시각)에는 5년 연속으로 폴란드 올해의 축구선수에 선정됐다.
2015-16 시즌 레반도프스키는 리그에서 30골을 기록하며 통산 2번째 득점왕을 차지했는데, 이는 1976-77 시즌 디터 뮐러 이후로 39년 만에 30골 이상 득점자가 나온 사례다.
레반도프스키는 2016년 12월 13일(한국시각)에 바이에른 뮌헨과 계약 기간은 2021년 6월 30일까지 5년 재계약을 체결하였으며, 1500만 유로의 연봉을 받게 되었다.
2019년 2월 10일 새벽 2시 30분(한국 시각) 독일 뮌헨의 알리안츠 아레나 구장에서 열린 2018-2019 분데스리가 21라운드 샬케 04와 홈 경기에서 골을 기록하여 3-1 승리를 이끌어냈다. 레반도프스키는 뮌헨의 홈 구장 알리안츠 아레나에서만 100골을 넣었고 이는 2005-2006 시즌 알리안츠 아레나 시대가 시작된 이래 최초의 기록이다. 근래 뮌헨의 선배들도 이루지 못한 업적을 레반도프스키가 비교적 짧은 시간 안에 해냈다
2019년 4월 7일(한국시간)에 알리안츠 아레나에서 열린 도르트문트와의 2018/19 시즌 분데스리가 28라운드 경기에서 도르트문트전 멀티골로 5-0 승리를 이끌어냈다. 이 날 골을 기록한 레반도프스키는 개인 통산 분데스리가 데어 클라시커 역대 최다 골(15골. 공식 대회 21골로 최다) & 분데스리가 역대 5번째로 200골 고지 돌파(201골) & 분데스리가 역대 최초 5경기 연속 친정팀 상대 골을 기록하는 선수로 등극했다.
그리고, 20-21 시즌 최종전에서 아우크스부르크를 상대로 골을 기록하여 팀의 5-2 대승을 이끔과 동시에 41골로 기록하여 49년 된 게르트 뮐러의 한 시즌 리그 최다골(40골)을 넘어섰다.

### FC 바르셀로나
21-22 시즌 후, 2022년 7월 17일(한국시간 새벽 1시)에 바르셀로나의 이적으로의 공식 발표가 남으로써 이렇게 8년 간의 기나긴 바이에른 뮌헨 생활에 마침표를 찍게 되었다. 8년 동안 개인 커리어와 팀 커리어 모두를 모자람 없이 쌓아 구단 레전드 반열에 올라서고도 남을 업적을 쌓았지만, 바르셀로나 이적을 둘러싸고 행한 이해할 수 없는 언행들로 인해 자신의 커리어에 큰 오점을 남기게 되었다. 바이에른과 레반도프스키의 동행은 뒷마무리가 깔끔하지 못한 채 마무리 되었다.
2023년 9월 19일, 레반도프스키는 2023–24 UEFA 챔피언스 리그 첫 번째 매치데이에서 바르셀로나가 안트워프를 5-0으로 이기는 홈 경기에서 한 골을 넣어 그의 UEFA 대회 골 기록을 100골로 올려, 크리스티아누 로나와 리오넬 메시 이후로 이러한 기록을 달성한 세 번째 선수가 되었다. 또한, 그는 바르셀로나에서 UEFA 챔피언스 리그에서 골을 넣은 최연소 선수로, 35세와 29일에 이르렀으며, 이전의 제라르 피케 기록을 뛰어넘게 되었다. 9월 23일, 그는 바르셀로나가 2골을 뒤집어 치르는데에 기여하며 레알 클럽 세타 비고를 3-2로 이기는 홈 경기에서 브레이스를 기록하여 21세기에 클럽의 첫 50경기에서 가장 많은 득점자가 되었으며, 35골로 새뮤엘 에투의 기록을 넘어섰다.
2024년 2월 17일, 레반도프스키는 97분 추가 시간에 다시 찍은 패널티를 변환하여 세타 비고를 상대로 2-1 승리를 거두었다. 2024년 2월에는 레반도프스키가 지난 10년간 최고의 유럽 주요 축구 리그에서 407골을 넣으며 베르나르도 실바와 함께 가장 성공적인 축구 선수가 되었다. 2월 22일, 레반도프스키는 나폴리와의 경기에서 UEFA 챔피언스 리그 93골을 넣었다. 그리고 3월 12일, 레반도프스키는 홈 경기에서 3-1로 승리한 경기에서 결승 골을 넣어 나폴리를 4-2의 총계로 꺾고 챔피언스 리그 8강에 진출했다.

## 국가대표팀 경력
레반도프스키는 폴란드 U-21 대표팀 경기에 3번 출장하였다. 그 경기는 잉글랜드, 벨라루스, 핀란드와의 친선 경기였다.
2008년 9월 10일, 그는 20번째 생일로부터 3주 이후, 산마리노와의 경기에서 폴란드 성인 대표팀에 데뷔전을 치렀다. 그는 교체 투입된 후 1골을 득점하였다. 당시 "전설"로 칭송되는 브워지미에시 루반스키만이 데뷔전에서 골을 넣었는데, 루반스키의 데뷔 당시 나이는 16세로 레반도프스키보다 더 젊은 나이였다.
그리고 UEFA 유로 2012에서 첫 메이저 대회를 치렀는데 그리스와의 개막전에서 선제골을 넣으면서 맨 오브 더 매치에 선정되었다. 하지만 팀은 조별리그에서 탈락했다.
4년 후, UEFA 유로 2016 8강전 포르투갈과의 경기에서 레반도프스키는 선제골을 넣었으나 팀이 승부차기에서 패해 탈락했다.
폴란드가 2018년 FIFA 월드컵 본선에 진출하여 로베르트는 월드컵 무대에 데뷔했으나, 득점을 기록하지 못했고 폴란드도 예선에서 탈락하고 말았다.
그로부터 6년 후 사우디아라비아와의 2022년 FIFA 월드컵 C조 조별리그 2차전에서 2번의 월드컵과 5번째 경기만에 개인 통산 월드컵 데뷔골을 신고했으며, 피오트르 지엘린스키의 선제 골도 어시스트하여 폴란드의 2-0 완승을 이끌었다.

## 경력 통계

### 국가대표팀 득점 기록
※ 2011년 10월 7일 대한민국전 1득점은 교체선수 초과 출전으로 인한 A매치 취소로 득점 불인정, 그러나 폴란드 축구 협회에서는 A매치 득점 기록으로 인정하고 있음.
| 골  | 날짜             | 경기장                     | 상대팀         | 골  | 최종 결과 | 대회                    |
| --- | ---------------- | -------------------------- | -------------- | --- | --------- | ----------------------- |
| 1.  | 2008년 9월 10일  | 산마리노, 세라발레         | 산마리노       | 2–0 | 2–0 승    | 2010년 FIFA 월드컵 예선 |
| 2.  | 2008년 11월 19일 | 아일랜드, 더블린           | 아일랜드       | 3–1 | 3–2 승    | 친선경기                |
| 3.  | 2009년 4월 1일   | 폴란드, 키엘체             | 산마리노       | 4–0 | 10–0 승   | 2010년 FIFA 월드컵 예선 |
| 4.  | 2010년 1월 23일  | 타이, 나콘랏차시마         | 싱가포르       | 1–0 | 6–1 승    | 2010 킹스컵             |
| 5.  | 2010년 1월 23일  | 타이, 나콘랏차시마         | 싱가포르       | 2–0 | 6–1 승    | 2010 킹스컵             |
| 6.  | 2010년 3월 3일   | 폴란드, 바르샤바           | 불가리아       | 2–0 | 2–0 승    | 친선경기                |
| 7.  | 2010년 9월 7일   | 폴란드, 크라쿠프           | 오스트레일리아 | 1–1 | 1–2 패    | 친선경기                |
| 8.  | 2010년 11월 17일 | 폴란드, 포즈난             | 코트디부아르   | 1–0 | 3–1 승    | 친선경기                |
| 9.  | 2010년 11월 17일 | 폴란드, 포즈난             | 코트디부아르   | 3–1 | 3–1 승    | 친선경기                |
| 10. | 2011년 2월 9일   | 포르투갈, 파루             | 노르웨이       | 1–0 | 1–0 승    | 친선경기                |
| 11. | 2011년 9월 6일   | 폴란드, 그단스크           | 독일           | 1–0 | 2–2 무    | 친선경기                |
| 13. | 2011년 10월 11일 | 독일, 비스바덴             | 벨라루스       | 2–0 | 2–0 승    | 친선경기                |
| 14. | 2012년 6월 2일   | 폴란드, 바르샤바           | 안도라         | 2–0 | 4–0 승    | 친선경기                |
| 15. | 2012년 6월 9일   | 폴란드, 바르샤바           | 그리스         | 1–0 | 1–1 무    | UEFA 유로 2012          |
| 16. | 2013년 3월 26일  | 폴란드, 바르샤바           | 산마리노       | 1–0 | 5–0 승    | 2014년 FIFA 월드컵 예선 |
| 17. | 2013년 3월 26일  | 폴란드, 바르샤바           | 산마리노       | 3–0 | 5–0 승    | 2014년 FIFA 월드컵 예선 |
| 18. | 2013년 9월 6일   | 몰도바, 키시너우           | 몬테네그로     | 1-1 | 1-1 무    | 2014년 FIFA 월드컵 예선 |
| 19. | 2014년 6월 6일   | 폴란드, 그단스크           | 리투아니아     | 1-0 | 2-1 승    | 친선경기                |
| 20. | 2014년 9월 7일   | 포르투갈, 파루/로울레      | 지브롤터       | 1-0 | 7-0 승    | UEFA 유로 2016 예선     |
| 21. | 2014년 9월 7일   | 포르투갈, 파루/로울레      | 지브롤터       | 3-0 | 7-0 승    | UEFA 유로 2016 예선     |
| 22. | 2014년 9월 7일   | 포르투갈, 파루/로울레      | 지브롤터       | 4-0 | 7-0 승    | UEFA 유로 2016 예선     |
| 23. | 2014년 9월 7일   | 포르투갈, 파루/로울레      | 지브롤터       | 6-0 | 7-0 승    | UEFA 유로 2016 예선     |
| 24. | 2015년 6월 13일  | 폴란드, 바르샤바           | 조지아         | 1-0 | 4-0 승    | UEFA 유로 2016 예선     |
| 25. | 2015년 6월 13일  | 폴란드, 바르샤바           | 조지아         | 2-0 | 4-0 승    | UEFA 유로 2016 예선     |
| 26. | 2015년 6월 13일  | 폴란드, 바르샤바           | 조지아         | 3-0 | 4-0 승    | UEFA 유로 2016 예선     |
| 27. | 2015년 9월 4일   | 독일, 프랑크푸르트-암-마인 | 독일           | 1-3 | 1-3 패    | UEFA 유로 2016 예선     |
| 28. | 2015년 9월 7일   | 폴란드, 바르샤바           | 지브롤터       | 3-0 | 8-1 승    | UEFA 유로 2016 예선     |
| 29. | 2015년 9월 7일   | 폴란드, 바르샤바           | 지브롤터       | 4-0 | 8-1 승    | UEFA 유로 2016 예선     |
| 30. | 2015년 10월 8일  | 스코틀랜드, 글래스고       | 스코틀랜드     | 1-0 | 2-2 무    | UEFA 유로 2016 예선     |
| 31. | 2015년 10월 8일  | 스코틀랜드, 글래스고       | 스코틀랜드     | 2-2 | 2-2 무    | UEFA 유로 2016 예선     |
| 32. | 2015년 10월 11일 | 폴란드, 바르샤바           | 아일랜드       | 2-1 | 2-1 승    | UEFA 유로 2016 예선     |
| 33. | 2015년 11월 13일 | 폴란드, 바르샤바           | 아이슬란드     | 3-2 | 4-2 승    | 친선경기                |
| 34. | 2015년 11월 13일 | 폴란드, 바르샤바           | 아이슬란드     | 4-2 | 4-2 승    | 친선경기                |
| 35. | 2016년 6월 30일  | 프랑스, 마르세유           | 포르투갈       | 1-0 | 1-1 무    | UEFA 유로 2016          |

## 출전 통계
| 클럽                | 시즌    | 리그 | 리그 | 리그 | 컵   | 컵   | 컵   | 대륙 | 대륙 | 대륙 | 기타 | 기타 | 기타 | 합계 | 합계 | 합계 |
| 클럽                | 시즌    | 출전 | 득점 | 도움 | 출전 | 득점 | 도움 | 출전 | 득점 | 도움 | 출전 | 득점 | 도움 | 출전 | 득점 | 도움 |
| ------------------- | ------- | ---- | ---- | ---- | ---- | ---- | ---- | ---- | ---- | ---- | ---- | ---- | ---- | ---- | ---- | ---- |
| 즈니치 프루슈쿠프   | 2006-07 | 27   | 15   |      | 5    | 2    |      |      |      |      |      |      |      | 32   | 17   |      |
| 즈니치 프루슈쿠프   | 2007-08 | 32   | 21   |      | 2    |      |      |      |      |      |      |      |      | 34   | 21   |      |
| 즈니치 프루슈쿠프   | 소계    | 59   | 36   |      | 7    | 2    |      |      |      |      |      |      |      | 66   | 38   |      |
| 레흐 포츠난         | 2008-09 | 30   | 14   |      | 6    | 2    |      | 12   | 4    |      |      |      |      | 48   | 20   |      |
| 레흐 포츠난         | 2009-10 | 28   | 18   |      | 1    |      |      | 4    | 2    |      | 1    | 1    |      | 34   | 21   |      |
| 레흐 포츠난         | 소계    | 58   | 32   |      | 7    | 2    |      | 16   | 6    |      | 1    | 1    |      | 82   | 41   |      |
| 보루시아 도르트문트 | 2010-11 | 33   | 8    | 1    | 2    |      |      | 8    | 1    | 1    |      |      |      | 43   | 9    | 2    |
| 보루시아 도르트문트 | 2011-12 | 34   | 22   | 8    | 6    | 7    |      | 6    | 1    | 2    | 1    |      |      | 47   | 30   | 10   |
| 보루시아 도르트문트 | 2012-13 | 31   | 24   | 5    | 4    | 1    | 3    | 13   | 10   | 2    | 1    | 1    |      | 49   | 36   | 11   |
| 보루시아 도르트문트 | 2013-14 | 33   | 20   | 6    | 5    | 2    |      | 9    | 6    | 2    | 1    |      |      | 48   | 28   | 8    |
| 보루시아 도르트문트 | 소계    | 131  | 74   | 20   | 17   | 10   | 3    | 36   | 18   | 7    | 3    | 1    |      | 187  | 103  | 31   |
| 바이에른 뮌헨       | 2014-15 | 31   | 17   | 5    | 5    | 2    | 1    | 12   | 6    | 2    | 1    |      |      | 49   | 25   | 8    |
| 바이에른 뮌헨       | 2015-16 | 32   | 30   | 2    | 6    | 3    |      | 12   | 9    | 1    | 1    |      | 1    | 51   | 42   | 4    |
| 바이에른 뮌헨       | 2016-17 | 33   | 30   | 5    | 4    | 5    | 2    | 9    | 8    | 1    | 1    |      |      | 47   | 43   | 8    |
| 바이에른 뮌헨       | 2017-18 | 30   | 29   | 2    | 6    | 6    | 1    | 11   | 5    | 1    | 1    | 1    |      | 48   | 41   | 4    |
| 바이에른 뮌헨       | 2018-19 | 33   | 22   | 7    | 5    | 7    | 2    | 8    | 8    |      | 1    | 3    |      | 47   | 40   | 9    |
| 바이에른 뮌헨       | 2019-20 | 31   | 34   | 4    | 5    | 6    |      | 10   | 15   | 5    | 1    |      |      | 47   | 55   | 9    |
| 바이에른 뮌헨       | 2020-21 | 29   | 41   | 7    | 1    |      |      | 6    | 5    |      | 4    | 2    | 2    | 40   | 48   | 9    |
| 바이에른 뮌헨       | 2021-22 | 34   | 35   | 3    | 1    |      |      | 10   | 13   | 3    | 1    | 2    |      | 46   | 50   | 6    |
| 바이에른 뮌헨       | 소계    | 253  | 238  | 35   | 33   | 29   | 6    | 78   | 69   | 13   | 11   | 8    | 3    | 375  | 344  | 57   |
| 바르셀로나          | 2022-23 | 34   | 23   | 8    | 3    | 2    |      | 7    | 6    |      | 2    | 2    | 1    | 46   | 33   | 9    |
| 바르셀로나          | 2023-24 | 35   | 19   | 8    | 3    | 2    |      | 9    | 3    | 1    | 2    | 2    |      | 49   | 26   | 9    |
| 바르셀로나          | 2024-25 | 34   | 27   | 2    | 3    | 3    |      | 13   | 11   |      | 2    | 1    | 1    | 52   | 42   | 3    |
| 바르셀로나          | 소계    | 103  | 69   | 18   | 9    | 7    |      | 29   | 20   | 1    | 6    | 5    | 1    | 147  | 101  | 21   |

## 수상 내역

### 클럽

#### 즈니치 푸르슈쿠프
- II 리가: 2006-07

#### 레흐 포즈난
- 엑스트라클라사: 2009-10
- 폴란드 컵: 2008-09
- 폴란드 슈퍼컵: 2009

#### 보루시아 도르트문트
- 독일 분데스리가: 2010-11, 2011-12
- DFB-포칼: 2011-12
- DFL 슈퍼컵 : 2013

#### 바이에른 뮌헨
- 독일 분데스리가: 2014-15, 2015-16, 2016-17, 2017-18, 2018-19, 2019-20, 2020-21, 2021-22
- DFB 포칼: 2015-16, 2018–19, 2019–20
- DFL-슈퍼컵: 2016, 2017, 2018, 2020, 2021
- UEFA 챔피언스리그: 2019-20
- UEFA 슈퍼컵: 2020
- FIFA 클럽 월드컵 : 2020

#### 바르셀로나
- 라리가 : 2022-23
- 수페르코파 데 에스파냐 : 2022-23

### 개인
- FIFA 올해의 선수 : 2020, 2021
- FIF/PRO 월드베스트 : 2020, 2021
- III 리가 득점왕: 2006-07
- II 리가 득점왕: 2007-08
- 엑스트라클라사 득점왕 : 2009-10
- 엑스트라클라사 올해의 선수 : 2009
- 엑스트라클라사 올해의 골 : 2008-09
- VDV 올해의 선수[21] : 2012–13, 2016–17, 2017–18, 2019–20, 2020–21
- VDV 올해의 팀[21] : 2012–13, 2013–14, 2014–15, 2015–16, 2016–17, 2017–18, 2018–19, 2019–20, 2020–21, 2021–22
- 분데스리가 올해의 선수[22] : 2016–17, 2019–20
- 분데스리가 득점왕 : 2013–14, 2015–16, 2017–18, 2018–19, 2019–20, 2020–21, 2021–22
- 분데스리가 올해의 팀[22] : 2012–13, 2013–14, 2014–15, 2015–16, 2016–17, 2017–18, 2018–19, 2020–21, 2021–22
- 분데스리가 이 달의 선수 : 19년 8월, 20년 10월
- 키커 분데스리가 올해의 팀[23] : 2013–14, 2015–16, 2017–18, 2018–19, 2019–20, 2020–21, 2021–22
- DFB-포칼 득점왕 : 2011-12, 2016-17, 2017-18, 2018–19, 2019–20
- 바이에른 뮌헨 올해의 선수 : 2019-20
- UEFA 올해의 선수 : 2019-20[24]
- UEFA 챔피언스리그 최우수 공격수 : 2019–20[25]
- UEFA 챔피언스리그 득점왕 : 2019–20 (15득점)[26]
- UEFA 챔피언스리그 도움왕 : 2019–20 (6도움)[27]
- UEFA 챔피언스리그 시즌의 스쿼드 : 2015–16,[28] 2016–17,[29] 2019–20[30], 2020-21
- UEFA 올해의 팀: 2019, 2020
- ESM 올해의 팀 : 2019–20, 2020–21, 2021–22
- FIFA 클럽 월드컵 골든볼 : 2020
- 라리가 득점왕 : 2022-23
- 라리가 이 달의 선수 : 22년 10월
- 폴란드 올해의 운동선수 : 2015, 2020, 2021
- 폴란드 올해의 축구선수 : 2011, 2012, 2013, 2014, 2015, 2016, 2017, 2019, 2020, 2021
- 폴란드 올해의 영플레이어 : 2008
- 독일 올해의 축구 선수 : 2020[31], 2021
- 유로피언 골든슈 : 2020-21, 2021-22
- 게르트 뮐러 트로피 : 2021, 2022
- PAP 올해의 운동선수 : 2020
- AIPS 유럽 올해의 선수 : 2020
- 가디언 올해의 축구선수 : 2020, 2021
- 글로브사커 어워드 올해의 선수 : 2020
- 월드사커 올해의 선수 : 2020, 2021
- 투토스포르트 올해의 선수 : 2020, 2021
- 포포투 올해의 선수 : 2020, 2021
- IFFHS 올해의 선수 : 2020, 2021
- 라우레우스 어워드 특별상 : 2022
- 레흐 포츠난 역대 베스트
- Order of the Smile : 2022
- 골든풋 : 2022

#### 서훈
- 사령관십자 폴란드 재건국 훈장 : 2021

#### 발롱도르
- 2013 - 13
- 2015 - 4
- 2017 - 9
- 2019 - 8
- 2021 - 2
- 2022 - 4
- 2023 - 12

## 개인사
아버지인 크시슈토프 레반도프스키는 폴란드 유도 챔피언으로, 폴란드 2부 축구 리그의 후트니크 바르샤바에서 축구 선수로 활약한 적이 있다. 어머니 이보나는 전 AZS 바르샤바의 배구 선수였고 파르티찬트 레시노의 부회장이었다. 여동생 밀레나 또한 배구 선수로, 폴란드 주니어 국가대표팀 선수로 활동했다. 아내 안나 스타후르스카는 폴란드 국가대표 공수도 선수로 2009년 공수도 월드컵에서 동메달을 획득하였다. 레반도프스키와 안나는 바르샤바에서 2013년 6월 22일에 결혼하였다.
레반도프스키는 가톨릭 신자이다.

## 기네스북
레반도프스키는 바이에른 뮌헨 대 VfL 볼프스부르크 경기에서 후반 교체되었는데 레반도프스키가 폭발하다 못해 첫골을 50분 45초, 두번째 골은 51분 43초, 세번째 골은 54분 3초, 네번째 골은 56분 25초, 다섯번째 골은 59분 42초로 5골을 넣어버렸다. 그 경기 이후로 분데스리가 최단시간 해트트릭, 분데스리가 최단시간 4골, 분데스리가 최단시간 5골, 그리고 분데스리가 교체선수 최다득점 부분이 등재되어 4개의 기네스북을 보유하고 있다.

## 같이 보기
- A매치 100경기 이상 출전한 축구 선수 명단